# Chef-Haut
Chef-Haut ([ʃɛfˈo] ) ist eine französische Gemeinde mit 48 Einwohnern (Stand: 1. Januar 2022) im Département Vosges in der Region Grand Est (bis 2015 Lothringen). Sie gehört zum Arrondissement Neufchâteau (bis 2024 Épinal) und ist Mitglied im Gemeindeverband Communauté de communes de Mirecourt Dompaire.

## Geografie
Die Gemeinde Chef-Haut liegt im Xaintois, etwa 45 Kilometer nordwestlich von Épinal und 40 Kilometer südlich von Nancy, an der Grenze zum Département Meurthe-et-Moselle.
Die östliche Gemeindegrenze verläuft auf der Wasserscheide der Einzugsgebiete von Rhein und Maas. In Chef-Haut entspringt der Rupt des Joncs, der in Richtung Westen zum Maas-Nebenfluss Vair entwässert. Abgesehen von der Siedlungsfläche und einem kleinen, sieben Hektar umfassenden Waldstück im Norden besteht das Gemeindegebiet aus Acker- und Grünland.
Nachbargemeinden von Chef-Haut sind Courcelles im Nordosten, Blémerey im Osten, Oëlleville im Süden, Repel im Südwesten sowie Aboncourt im Westen und Norden.

## Geschichte
Die Entwicklung von Chef-Haut (vor 1766 Chevaul, Chevaux) ist eng mit der Geschichte der heutigen Nachbargemeinde Oëlleville verbunden. Für das Jahr 1594 ist die Teilung der Einkünfte aus dem Dorf zwischen den Pröpsten von Châtenois und Neufchâteau einerseits und der Vogtei der Grafschaft Vaudémont andererseits überliefert. 1841 kam Chef-Haut zur Vogtei Mirecourt. Das Bürgermeister- und Schulgebäude (heute Mairie) stammt aus dem Jahr 1883.

## Bevölkerungsentwicklung
| Jahr      | 1962 | 1968 | 1975 | 1982 | 1990 | 1999 | 2006 | 2013 | 2021 |
| --------- | ---- | ---- | ---- | ---- | ---- | ---- | ---- | ---- | ---- |
| Einwohner | 54   | 63   | 57   | 53   | 54   | 52   | 48   | 44   | 46   |

Im Jahr 1846 wurde mit 208 Bewohnern die bisher höchste Einwohnerzahl ermittelt. Die Zahlen basieren auf den Daten von cassini.ehess und INSEE.

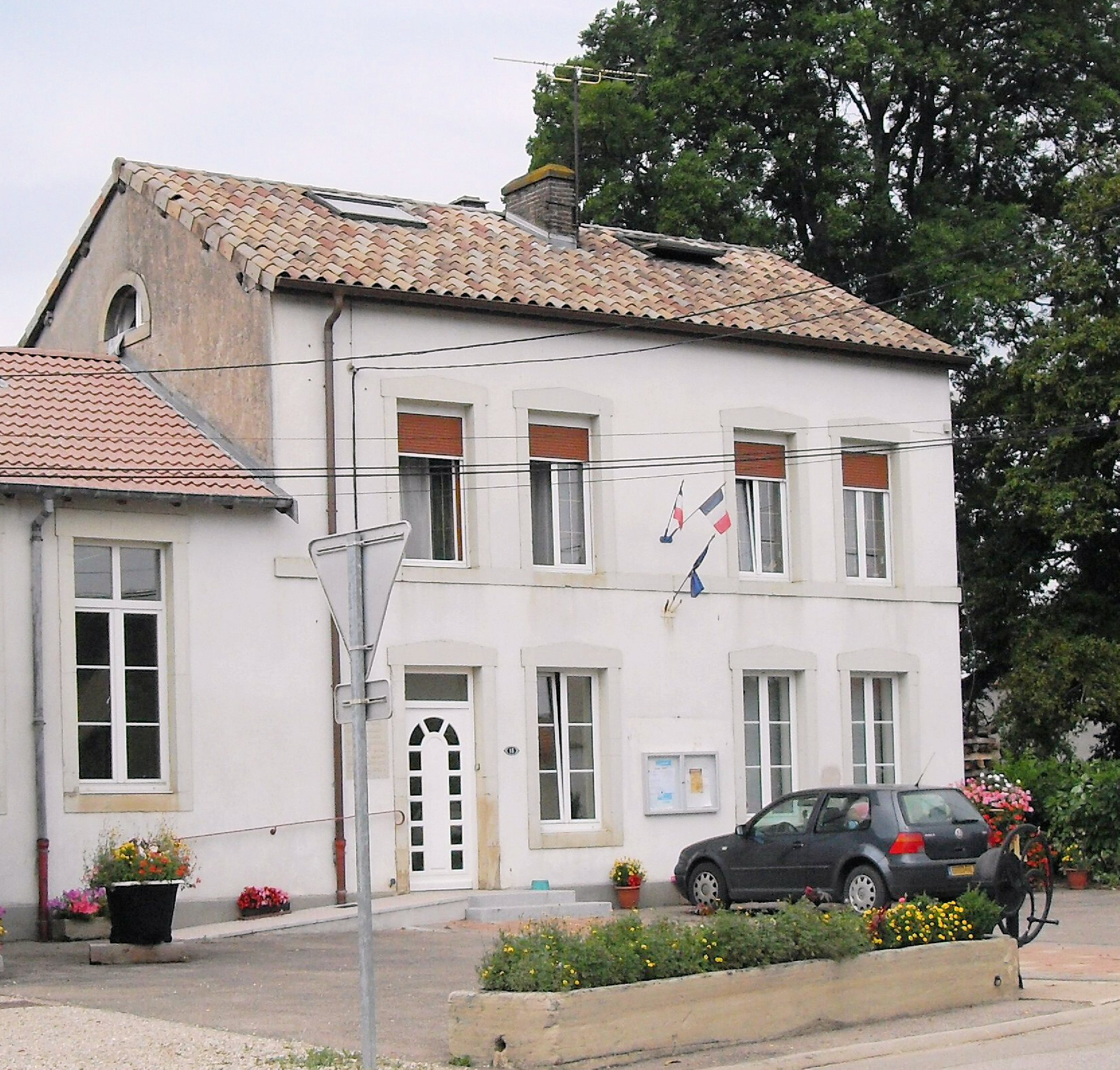
Mairie Chef-Haut

## Sehenswürdigkeiten
Die heutige Kirche Saint-Jean-Baptiste (Johannes der Täufer) entstand aus einer Kapelle, die um 1500 von Jean Chrestenoy und seiner Frau Barbe gestiftet wurde. 1853 wurde die Kapelle umgebaut und vergrößert. Einige Merkmale der alten Kapelle sind noch sichtbar, so die Fenster des Chores und die Sockel der Wände und Säulen.
|  |  |

## Wirtschaft und Infrastruktur
In der Gemeinde sind fünf Landwirtschaftsbetriebe ansässig (Zucht von Pferden, Rindern, Schafen und Ziegen).
Chef-Haut liegt abseits der überregionalen Verkehrsströme. Fünf Kilometer südlich des Dorfes verläuft die teilweise zweistreifige Fernstraße D 166, die von Épinal über Mirecourt nach Neufchâteau führt.

## Belege
1. ↑  vosges-archives.com: Archives communales de Chef-Haut (1791-1964) (Memento vom 4. März 2016 im Internet Archive; PDF; 107 kB, französisch)
2. ↑  Chef-Haut. cassini.ehess
3. ↑  Chef-Haut. INSEE
4. ↑  Genealogie Familie Chrestenoy (französisch)
5. ↑  Landwirtschaftsbetriebe. annuaire-mairie.fr (französisch)